# Gran Premio motociclistico di Jugoslavia 1970
Il Gran Premio motociclistico di Jugoslavia fu il terzo appuntamento del motomondiale 1970.
Si svolse il 24 maggio 1970 presso il Circuito di Abbazia. Corsero tutte le categorie, meno i sidecar.
In 350 e 500 si assistette all'usuale vittoria di Giacomo Agostini, con quasi tutti i suoi avversari doppiati (fece eccezione solo Kel Carruthers con la Benelli 350).
Nella gara della 250 Carruthers rimase al comando fino al grippaggio del motore della sua Yamaha, cosa che permise allo spagnolo Santiago Herrero di ottenere la vittoria davanti a Kent Andersson e Rodney Gould.
Ángel Nieto fu uno dei protagonisti delle gare della 50 e della 125: nella classe minore vinse il suo terzo GP stagionale, mentre nella ottavo di litro Dieter Braun gli fu davanti solo a causa dell'esaurimento della benzina.

## Classe 500
37 piloti partiti, 14 al traguardo.

### Arrivati al traguardo
| Pos. | Pilota            | Moto      | Tempo        | Punti |
| ---- | ----------------- | --------- | ------------ | ----- |
| 1    | Giacomo Agostini  | MV Agusta | 1h 12' 49" 3 | 15    |
| 2    | Angelo Bergamonti | Aermacchi | +1 giro      | 12    |
| 3    | Roberto Gallina   | Paton     | +1 giro      | 10    |
| 4    | Jack Findlay      | Seeley    | +2 giri      | 8     |
| 5    | Martti Pesonen    | Yamaha    | +2 giri      | 6     |
| 6    | Dave Simmonds     | Kawasaki  | +2 giri      | 5     |
| 7    | Ginger Molloy     | Kawasaki  | +2 giri      | 4     |
| 8    | Gyula Marsovszky  | LinTo     | +2 giri      | 3     |
| 9    | Gianpiero Zubani  | Kawasaki  | +2 giri      | 2     |
| 10   | Jean Campiche     | Honda     | +3 giri      | 1     |
| 11   | Lewis Young       | Honda     | +3 giri      |       |
| 12   | František Srna    | Jawa      | +4 giri      |       |
| 13   | F. Zanetta        | Kawasaki  | +7 giri      |       |
| 14   | Steve Ellis       | LinTo     | +7 giri      |       |

## Classe 350
33 piloti partiti, 15 al traguardo.

### Arrivati al traguardo
| Pos | Pilota           | Moto      | Tempo        | Punti |
| --- | ---------------- | --------- | ------------ | ----- |
| 1   | Giacomo Agostini | MV Agusta | 1h 02' 48" 6 | 15    |
| 2   | Kel Carruthers   | Benelli   | +41" 6       | 12    |
| 3   | Silvio Grassetti | Jawa      | +1 giro      | 10    |
| 4   | Martti Pesonen   | Yamaha    | +1 giro      | 8     |
| 5   | Rodney Gould     | Yamaha    | +1 giro      | 6     |
| 6   | Roberto Gallina  | Aermacchi | +1 giro      | 5     |
| 7   | Karel Bojer      | ČZ        | +1 giro      | 4     |
| 8   | Chas Mortimer    | Yamaha    | +2 giri      | 3     |
| 9   | Vasco Loro       | Yamaha    | +2 giri      | 2     |
| 10  | Paul Eickelberg  | Yamaha    | +3 giri      | 1     |

## Classe 250
34 piloti partiti, 14 al traguardo.

### Arrivati al traguardo
| Pos | Pilota           | Moto   | Tempo     | Punti |
| --- | ---------------- | ------ | --------- | ----- |
| 1   | Santiago Herrero | OSSA   | 55' 10" 4 | 15    |
| 2   | Kent Andersson   | Yamaha | +4"       | 12    |
| 3   | Rodney Gould     | Yamaha | +52" 4    | 10    |
| 4   | Jarno Saarinen   | Yamaha | +54" 7    | 8     |
| 5   | Börje Jansson    | Yamaha | +1' 28" 1 | 6     |
| 6   | Teuvo Länsivuori | Yamaha | +1' 54" 1 | 5     |
| 7   | Chas Mortimer    | Yamaha | +2' 28" 7 | 4     |
| 8   | Marty Lunde      | Yamaha | +1 giro   | 3     |
| 9   | Gyula Marsovszky | Yamaha | +1 giro   | 2     |
| 10  | Gøsta Jensen     | Yamaha | +1 giro   | 1     |
| 11  | Larbi Habbiche   | Yamaha | +2 giri   |       |
| 12  | Branko Bevanda   | Yamaha | +2 giri   |       |
| 13  | János Reisz      | MZ     | +2 giri   |       |
| 14  | F. Crocka        | Jawa   | +3 giri   |       |

## Classe 125
39 piloti partiti, 28 al traguardo.

### Arrivati al traguardo
| Pos | Pilota             | Moto      | Tempo     | Punti |
| --- | ------------------ | --------- | --------- | ----- |
| 1   | Dieter Braun       | Suzuki    | 47' 54" 1 | 15    |
| 2   | Ángel Nieto        | Derbi     | +0" 9     | 12    |
| 3   | Angelo Bergamonti  | Aermacchi | +1' 01" 5 | 10    |
| 4   | Börje Jansson      | Maico     | +1' 38" 1 | 8     |
| 5   | Aalt Toersen       | Suzuki    | +1' 43" 6 | 6     |
| 6   | Giuseppe Mandolini | Villa     | +1' 51" 8 | 5     |
| 7   | Giuseppe Consalvi  | Villa     | +2' 07" 5 | 4     |
| 8   | Toni Gruber        | Maico     | +2' 10" 2 | 3     |
| 9   | Bernd Köhler       | MZ        | +2' 39" 9 | 2     |
| 10  | Jürgen Lenk        | MZ        | +1 giro   | 1     |
| 11  | Luigi Rinaudo      | Aermacchi |           |       |

## Classe 50
28 piloti alla partenza, 24 al traguardo.

### Arrivati al traguardo
| Pos | Pilota            | Moto     | Tempo     | Punti |
| --- | ----------------- | -------- | --------- | ----- |
| 1   | Ángel Nieto       | Derbi    | 43' 49" 7 | 15    |
| 2   | Jan de Vries      | Kreidler | +26" 5    | 12    |
| 3   | Jos Schurgers     | Kreidler | +44" 5    | 10    |
| 4   | Aalt Toersen      | Jamathi  | +58" 4    | 8     |
| 5   | Martin Mijwaart   | Jamathi  | +58" 9    | 6     |
| 6   | Rudolf Kunz       | Kreidler | +1' 54" 7 | 5     |
| 7   | Cees van Dongen   | Kreidler | +3' 04" 1 | 4     |
| 8   | Salvador Cañellas | Derbi    | +1 giro   | 3     |
| 9   | Ludwig Faßbender  | Kreidler |           | 2     |
| 10  | Harald Bartol     | Kreidler |           | 1     |
| 11  | Gerhard Thurow    | Kreidler |           |       |
| 12  | Angelo Orsenigo   | Tomos    |           |       |
| 13  | Luigi Rinaudo     | Tomos    |           |       |